# 懷特菲爾德 (新罕布什爾州普查規定居民點)
懷特菲爾德（英語：Whitefield）是位於美國新罕布什爾州庫斯縣的普查規定居民點。

## 人口
根據2020年美國人口普查的數據，懷特菲爾德的面積為4.13平方千米，皆為陸地。當地共有人口1460人，而人口密度為每平方千米353.51人。